# Finikaria
Finikaria (gr. Φοινικάρια) – wieś w Republice Cypryjskiej, w dystrykcie Limassol. W 2011 roku liczyła 339 mieszkańców.